# 朝浦八幡宮
朝浦八幡宮（あそらはちまんぐう）は、岐阜県飛騨市（旧・吉城郡神岡町）にある神社。

## 概要
元々はこの地高原郷の祖神の高良明神を祀る神社であったが、八幡宮を祀ったことにより主祭神は応神天皇となっている。
延暦十五年（796年）、高原郷の祖神の高良明神を祀る神社として創建。
平治年間、平治の乱で飛騨国へ逃げ延びたさい、この地域に隠れる。このさいに宇佐八幡宮の八幡神を勧請。八幡神を主祭神、高良明神を相殿神とする。その後廃れたが延徳年間に再興。
明治中期に朝浦八幡宮に改称。戦後、岐阜県神社庁より銀幣社の指定を受ける。1952年（昭和27年）に愛宕神社を合祀する。
現在の社殿は江戸から明治にかけて活躍した石田春皐によるものである。

## 主祭神
- 応神天皇

## 境内社祭神
- 高良明神
- 火産霊神

## 文化財
旧・神岡町が指定したものであり、飛騨市発足後は飛騨市の文化財となっている。

### 市有形文化財
- 本殿（1979年（昭和54年）3月17日指定）[4]
- 御神輿（1975年（昭和50年）7月9日指定）[4]
- 孔雀絵の襖（1975年（昭和50年）7月9日指定）[4][5]
- 薬師如来立像（円空仏）（2000年（平成12年）3月7日指定）[4]

### 市民俗文化財
- 湯花神事用つば釜（1974年（昭和49年）3月18日指定）[4]。

## 祭礼
- 例祭 - 4月第4土曜日

同日には神岡町内の大津神社、白山神社でも例祭が行われ、この三社の例祭を合わせて「飛騨神岡祭」と呼称する。